# Parität (Politik)
Als Parität (lateinisch: paritas „Gleichheit, gleich stark“) wird in der Politik ein gleichmäßiges Verhältnis von Stimmen in einem Gremium bezeichnet. Ziel einer Parität ist es zu verhindern, dass Gremien durch knappe Mehrheiten dominiert werden oder Minderheiten durch einfache Mehrheitsbeschaffungen ausgeschlossen werden. Der Begriff Parität wird politisch verwendet, um eine gleiche Verteilung zwischen den Geschlechtern entsprechend der Verteilung in der Bevölkerung herzustellen.

## Beispiele
So ist es in Baden-Württemberg üblich, Landeslisten von Parteien hälftig und gleich verteilt zwischen den Landesteilen Württemberg und Baden zu besetzen.
Je nach Anzahl der im Gremium vertretenen Gruppen gibt es die sogenannte Drittelparität (drei Gruppen) oder Viertelparität (vier Gruppen). Letzteres ist eine in universitären Gremien häufig geforderte Verteilung und bedeutet die Aufteilung der Sitze in gleiche Teile auf die vier Gruppen Studenten, Professoren, wissenschaftliche Mitarbeiter und technisch-administrative Mitarbeiter. In Deutschland gibt es seit dem Hochschulurteil des Bundesverfassungsgerichtes vom 29. Mai 1973 als Abweichung von der Parität eine Mehrheit der Professoren.

### Paritätische Mitbestimmung
Die paritätische Mitbestimmung dient der Schaffung eines Gleichgewichts der Arbeitnehmer und Arbeitgeber im Aufsichtsrat eines Unternehmens.